# Далешове
Далешо́ве — село в Україні, у Чернелицькій селищній громаді Коломийського району Івано-Франківської області. Лежить на правому березі Дністра, за 16 км від районного центру.

## З історії села
У писемних джерелах село вперше згадується 1474 року.
У 1921 році мешканці Далешового саботували перепис населення, що проводився польською владою.
Поблизу Далешового, Дубків та Репужинців виявлено знаряддя праці та поховання доби бронзи, поховання перших століть нашої ери та срібні прикраси давньоруських часів.

## Населення

### Мова
Розподіл населення за рідною мовою за даними перепису 2001 року:
| Мова       | Кількість | Відсоток |
| ---------- | --------- | -------- |
| українська | 404       | 99.75%   |
| вірменська | 1         | 0.25%    |
| Усього     | 405       | 100%     |

## Відомі особи
- Чернецький Сава (1874—1934) — український культурний діяч і письменник, прозаїк, сатирик у США.
- Марунчак Михайло Григорович (1914—2004) — український редактор, бібліограф, педагог, громадський діяч.

## Церкви
1. Храм св. Косьми і Даміана (1778). Настоятель — митр. прот. Тарас Іванюк. Під юрисдикцією ПЦУ(УПЦ).
2. Храм Далешівської Ікони Божої Матері (2018). Настоятель — митр. прот. Тарас Іванюк. Під юрисдикцією ПЦУ(УПЦ). Новозбудований храм було освячено 21.06.2018.

### Історія появи древнього образа
На околиці села в урочищі «Куськовиця» був давній монастир, куди звідусіль сходилися паломники. Оскільки отці-монахи не хотіли прийняти унії, то вже під владою Речі Посполитої зазнали багато гонінь, а коли Галичина потрапила в окупацію Австро-Угорської імперії, святиню було зруйновано. Сталося це святотатство у 18 ст. за часів правління імператора Йосифа II. Залишилися тільки усні перекази та печери біля сільського урочища, за кілька кілометрів від річки Дністер. Оповідають, що ще довго переховувалися в них старовіри-ченці, котрі ходили босоніж навіть у люті морози, дивуючи жителів Далешового. Саме тоді, після знищення монастиря об'явилася неподалік біля джерела чудотворна ікона Цариці Небесної. Із давнини відомо, що ще в часи закладення монастиря ікону віднайшли саме там і забрали в монастирський храм. За переказами, перші писемні згадки про монастир датуються 1200-1300 рр., але документальних свідчень немає. Згодом біля джерела змайстрували криничку. Невідомо, чи чудесним промислом Божим образ з'явився знову під лісом біля кринички, чи монахи, рятуючи святиню, самі принесли її на місце колишньої появи, де селяни приходили напитися цілющої водички в час праці на полях. Таким чином, отці надіялися, що хтось з покутян віднайде й заховає святиню. Місце об'явлення знаходилось на межі сіл, тому парафіяни кількох церков мали бажання забрати віднайдену ікону в свою церковцю. Але Матінка Божа сама вибрала храм св. безсрібників Косми і Даміана села Далешового. Коли мешканці іншого села забрали до себе на деякий час образ, він почав "плакати", а воли не могли зрушити з місця воза. Хоча ікона велика і важка, та чоловіки, прихожани Далешовської церковці легко перенесли її туди, куди вона бажала за Господнім провидінням.
Спочатку ікона знаходилася в одному з бічних престолів, але люди знову помітили сумний лик Богородиці, з очей Діви Марії капали сльози. Тому 25 жовтня 1781 року образ помістили на горньому місці основного престолу, де він знаходиться донині. На новому почесному місці ікона Божої Матері вже не "плакала".

### Каплиця і храм біля джерела
Біля кринички, зробленої на джерелі ще в монастирські давні часи, згодом була споруджена капличка, а в останні роки на її місці по благословенню владики Андрія, митрополита Галицького, керуючого Івано-Франківською Єпархією УАПЦ будується храм на честь «З'явлення чудотворної ікони Далешовської Богородиці». Жертводавці церковної будови: Володимир Каменчук — директор авіакомпанії «WindRose», Володимир Кісілюк — директор «Гранпостач», Іван Приймак — директор агрофірми «Вільхівці», Андрій Наливайко з родиною. Щонеділі там читається молебень з акафістом Пресвятій Богородиці, освячується вода. Поруч з храмом зроблена велика купіль, куди прямують паломники зі всього світу та радо приходять місцеві жителі. Особливо багатолюдними бувають водосвятні молебні вранці на свята Івана Хрестителя та апостолів Петра і Павла. В ці дні проходять церковні відпусти-прощі. Але саме на Водохрестя в йорданський мороз на Покутті найбільше бажаючих скупатися в ополонці, вирізаній в купелі у формі хреста.
Народ завжди вірив у цілющі властивості цієї джерельної води, яка має солодкуватий присмак та, незважаючи на невелику глибину кринички, є холодною. Нею промивають рани, які довго не гояться, п'ють при лікуванні внутрішніх недуг, омивають тіло, особливо промивають очі, адже особливо багато зцілень — це випадки покращення зору. Головне, робити все з любов'ю до Господа, Цариці Небесної, з надією і вірою,- і отримаєш зцілення.
Джерело від кринички на глибині збігає в потічок й тече лісом, зливаючись згодом з водами швидкоплинного Дністра. А поля, що розляглися поруч, й досі називають монастирськими. Як і в давнину, сюди приходять помолитися перед вінчанням молоді, батьки приносять немовлят і віддають їх під покрову Далешовської Богоматері, прибігають погратися маленькі діточки.

### Відлуння підземних дзвонів
Про чудотворну ікону та джерело в Далешовому написано немало: в церковних буклетах, газетах, журналах, збірниках, книгах, в електронних ЗМІ тощо. Про неї розповідали різноманітні радіостанції і телеканали, а митці з Божою допомогою пишуть вірші, присвячені іконі, художні твори.
Зокрема, пропоную читачеві уривок розповіді Христини Іванюк, надрукованої в обласній газеті Прикарпаття «Галичина»: «Переказують, що на місці колишньої церкви і монастиря у великі свята з-під землі чути звуки церковних дзвонів. Після зруйнування монастир і церква зникли під землею назавжди. Моя прабабуся Анна, вже покійна, згадуючи своє дитинство, розповідала, що теж дуже любила слухати розповіді про монастир. І одного погідного літнього вечора, коли вона разом з іншими дітлахами пасла коні, їй пощастило… почути дзвін. Припавши до землі й затамувавши подих, діти слухали звуки дзвонів, які лунали з-під землі. Звуки ці були мелодійні і лагідні. І, як розповідала бабуся, хоч надворі ніч і темрява, дітям було зовсім не страшно. Навпаки, спокій огорнув їх, і якесь незвичайне відчуття радості переповнювало груди. Такого відчуття їй пережити не довелось до кінця життя, а прожила вона довгий вік — 93 роки.
А ще, розорюючи поля, знаходили уламки глиняного посуду, підсвічників і кам'яну гарно обтесану плиту — мабуть, з порога церкви чи монастиря. Прабабуся ж знайшла священичий хрест. Усім дітям хотілося хоч потримати його. З того часу хрест зберігається у нашому домі. Звичайний зовні, без прикрас, він справді таїть у собі якусь силу, бо був свідком багатьох подій, ним благословляли людей».

### Святкові відпусти у храмі Косми і Даміана
Немало доводилось в житті читати про чудесне об'явлення багатьох ікон Пресвятої Богородиці протягом різних віків ще з часів Київської Руси-України. І мимоволі ловиш себе на думці, що є чимало схожого в цих історіях. В багатьох випадках образи з'являються біля джерел, криниць, у річках, під лісом на галявинах, біля пня зрізаного дерева чи вверху на гіллі. На смак вода дуже холодна і має, як правило, солодкуватий присмак. Також описується інколи видіння сяйва, веселки, де згодом знаходять святині. При перевезені ікон бувають проблеми, якщо Матір Божа хоче, щоб благодать її образу перебувала в іншому місці. То воли чи коні стоять як вкопані, то не можуть зрушити образ з місця, чи він дивним чином зникає і з'являється де-інде. А ще древні чудотворні ікони, як правило, оновлюються. Це відбувається і з Далешовською іконою Діви Марії. З 2002 року вона теж поступово відсвітлюється. Потемнілі від часу зірочки, що неначе німб прикрашають образ, почали ясніти, зображення лику Богородиці та маленького Ісуса стали чіткіші.
Старі люди кажуть, що це добрий знак від Господа. Незрима сила творить великі дива. «Благословенна наша дерев'яна старенька церква залишає добру згадку в кожного, хто хоч раз у житті переступив її поріг, — розмірковує настоятель храму УАПЦ в Далешóвому, митрофорний протоієрей Тарас Іванюк, — море люду, відвідуючи святиню, зцілилися біля образу Пресвятої Богородиці за два з половиною століття».
Раніше Далешовська ікона Богородиці особливо випромінювала свої ласки в час 12 відпустів на рік, які проходили з благословення церковної влади у XVIII—XIX століттях і до 1939 року вже XX віку Як передають із покоління у покоління, рано-вранці церковні дзвони сповіщали про свято, верениця возів, волів, коней тягнулася аж за край села. Вхід до храму прикрашали барвінковими вінками, заквітчаними трояндами-ружами. За спогадами моєї покійної бабусі Параски, багатьох священиків зустрічали встеленими різнобарвними килимами, співом пісень, процесіями численних прочан, що прибували з Буковини та Галичини. Були гості з різних регіонів Речі Посполитої, Відня та інших далеких країв. Після Служби Божої ікону виносили на поклоніння вірних, освячували воду, квіти-зілля, особливо урочисто відбувалися хресні ходи навколо церкви та до місця появи образу біля лісу.
Святково одягнені люди в національних обновах були немов парадом українських вишиванок звідусіль. Спішили до духовної праоснови, старовинного дива. На той час Далешовський образ Богородиці був коронований і оздоблений срібнокованими прикрасами-символами, які відблискували в сяйві свічок. А біля храму продавали для дітлахів ласощі, квас, прикраси, іконки, хрестики, вервечки тощо. Були тут і лірники-кобзарі, не тільки місцеві, а й з Волині, що виконували, народні думи, розповідали притчі, у піснях прославляли ікону Далешовської Божої Матері.

### Особливі ласки святині отчого краю
Не тільки оздоровлення недужих є ласкою Богородиці покутського краю. Завдяки іконі Богоматері дерев'яний храм святих безсрібників Косми і Даміана залишився неушкодженим під час пожежі, що через небувалу посуху далекого 1871 року охопила все село. Після відслуженого молебню перед образом пожежа затихла. Саме святиня вберегла церкву від закриття і в радянські часи, коли всі навколишні культові споруди були складами. Далешовський храм чи не єдиний на Івано-Франківщині, який з часу побудови в 1772 році жодного разу не був закритим ніякою владою, не руйнувався й не перетворювався на світську установу. Місцеві жителі вбачають в цьому особливе заступництво Цариці Небесної.
Старожили розповідають, що Далешовська ікона Богородиці двічі попереджала покутян про великі події, які наближаються в житті українського народу своєю появою біля церковці, як про біду, так і про велику радість.
Перед Першою світовою війною благочестиві християни бачили в небі над храмом об'явлення Матері Божої. Богородиця була сумною, шумів сильний вітер… А вдруге, понад 20 років тому, перед проголошенням незалежності України на всіх вікнах дерев'яного храму, проявилися зображення лику Пречистої Діви, що радісно вигравало всіма кольорами веселки. Очевидці говорили, що їм видається, що Божа Матір ласкаво усміхається, деякі чули ангельський спів. Видіння тривало недовго, може кілька днів, може тиждень, а потім зникло. Радянська влада не знала, що робити, мили вікна, казали, що це розводи від дощу, але Мати Божа залишалася з нами, потягнулися паломники…
Хоча я народилася в місті Калуші на Івано-Франківщині, моє дитинство пройшло в селі Колінки, у бабусі і дідуся, на маленькій Батьківщині — городенківському Покутті, куди згодом переїхали на роботу батьки. Колінки — сусіднє село біля Далешóвого (як у нас кажуть, «вулиця у вулицю»). Саме там, за Божим промислом, не в рідному селі в храмі св. Миколая, а в Далешовській церковці вінчалися мої бабуся Параска і дідусь Михайло. Тому все, що пов'язано зі святим образом, намагаюся збирати, записувати для майбутньої книги. Але найбільше про чудеса-зцілення фіксує, по можливості, у своєму щоденнику настоятель отець Тарас, який служить тут з початку 2000 року. У минулому військовий льотчик, він прийшов на пастирську дорогу ще в 90-ті роки минулого століття.
Ще раніше на горищі храму були знайдені «зошити» першого священика про зцілення 1778 року. У церкві Косми і Даміана зберігається Євангелія 1690 року. На його сторінках теж записи з давніх часів про оздоровлення людей перед благодатною іконою. Всіх випадків зцілень за багатовікову історію образа ще з монастирських часів, а згодом у церкві в Далешовому неможливо навіть перерахувати, не те що описати. Вже згадані раніше воти-дари вилито у формі рук, ніг, серця та ін. А скільки чудес ніде не зафіксовано, не записано свідчень, деякі люди не розповідають про сокровенне… Найчастіше люди виліковували епілепсію, сліпоту та безпліддя, онкологічні захворювання, позбувалися розслаблення та біснування. Якщо щиро помолитися, то образ і від смерті врятує, допоможе зберегти сім'ю, знайти порозуміння з дітьми.
Ще в 1876 році в м. Коломия на Івано-Франківщині була надрукована книжечка, у якій подано прізвища людей та описано їх оздоровлення. Вийшла вона в типографії М. Білоуса під назвою «О чудотворной Іконі Пресвятой ДІВЫ МАРІЇ в Далешові».
Стежка до Далешовського храму не заростає й понині, адже чудеса навколо Далешовської ікони Богоматері тривають. Нині біля церкви стоїть збережена ще з окупаційних панських часів скульптура Богородиці. Є криниця із смачною прохолодною водою, у якій так довго у вазах біля образу зберігають свою свіжість квіткові букети. За смаковими якостями ця водичка відрізняється від джерельної під лісом, де з'явився образ.
На кошти Голови Міжнародного наукового товариства імені Маркіяна Шашкевича, доктора філології з Канади, нині вже покійного уродженця Далешового Михайла Марунчака були відлиті нові дзвони. Неможливо перелічити всіх добрих меценатів, їх буде пошановано в окремій книжці, але хай їхня допомога краще запишеться на небесах.
Нині в храмі, окрім оригіналу, знаходиться і чудотворна копія Далешовської ікони, яка свого часу «мандрувала» Івано-Франківщиною, й роздавала ласки молільникам. Вона створена Мироном Доліновським з м. Городенки, прикрашена ошатною ризою й знаходиться в дерев'яному кивоті в бічному престолі св. Миколая. А на аналої в церкві лежить ще один образ-копія, намальований художницею з Городенківщини Ярославою Костик, який хресним ходом на храмове свято несли до місця з'яви оригіналу, до джерела біля лісу.
Поруч із храмом відреставровано стару резиденцію, у якій в давні часи жила родина священника. Там можуть заночувати паломники, а влітку, коли є можливість та допомога меценатів, до неї привозять дітей-сиріт з інтернатів району та області, дітей з інвалідністю.
Настоятель отець Тарас Іванюк, його родина, парафіяни храму, мешканці навколишніх сіл радо вітають гостей у святкові дні та щоденних паломників до чудотворного образу. Надіються, що з Божою допомогою, з молитвою та благословенням владики Андрія, митрополита Галицького буде успішно завершено будівництво церкви біля джерельної купелі. А ікону зі списку місцевошанованих запишуть в переліку всеукраїнських чудотворних образів Діви Марії. Є намір особливого святкування чудодійного образу Далешовської Богородиці саме 21 червня, оновлення ікони, дня, коли вперше за давніми переказами образ "заплакав" у храмі.
Благослови, нас грішних, Господи, на добрі діла, на прославлення Твоєї Пречистої Матері, берегині святої землі української, мого боголюбивого і працьовитого народу.
ГАЛИНА ІЛЬЄВА, кандидат філологічних наук, член Національної спілки журналістів України, м. Київ.

## Галерея

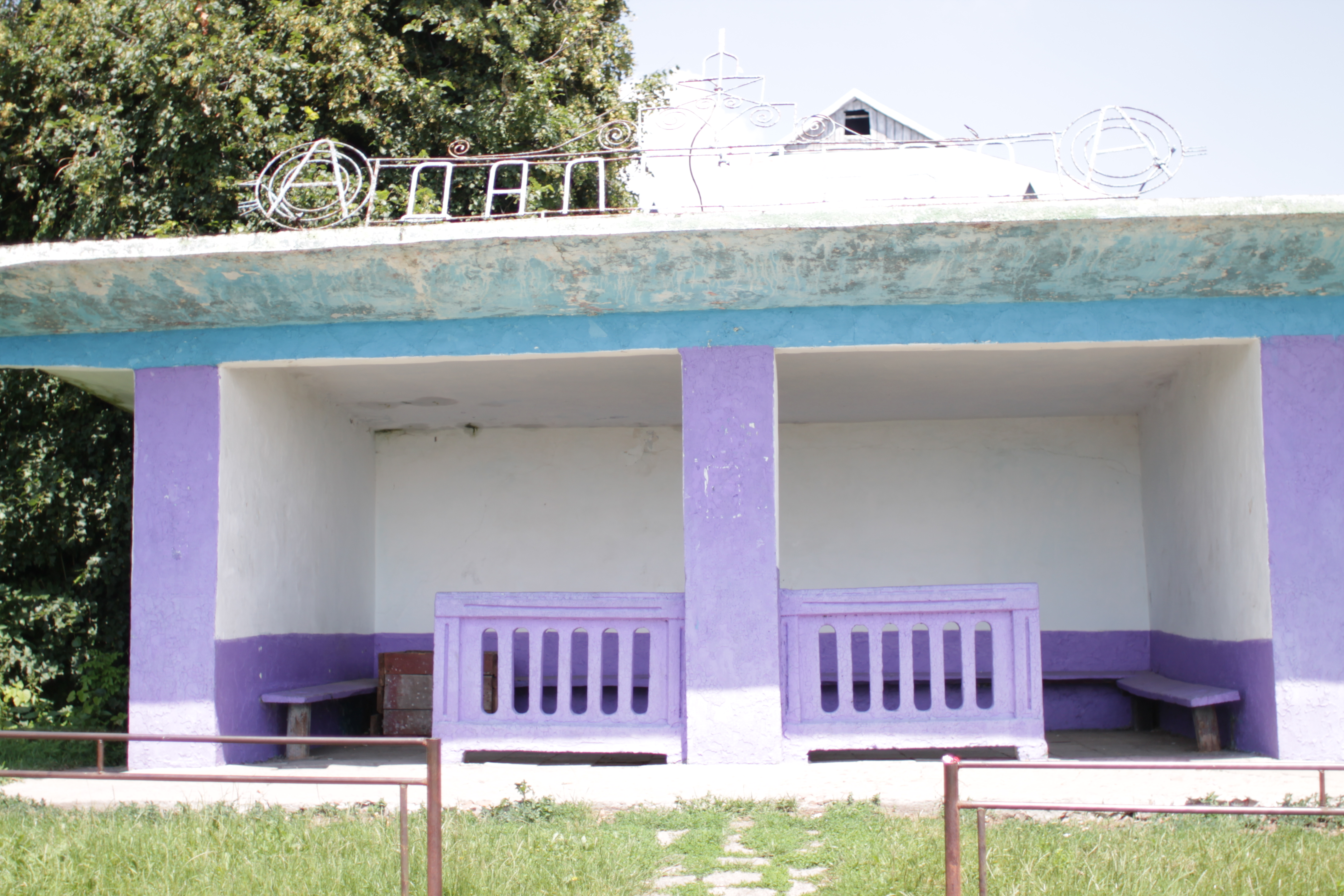
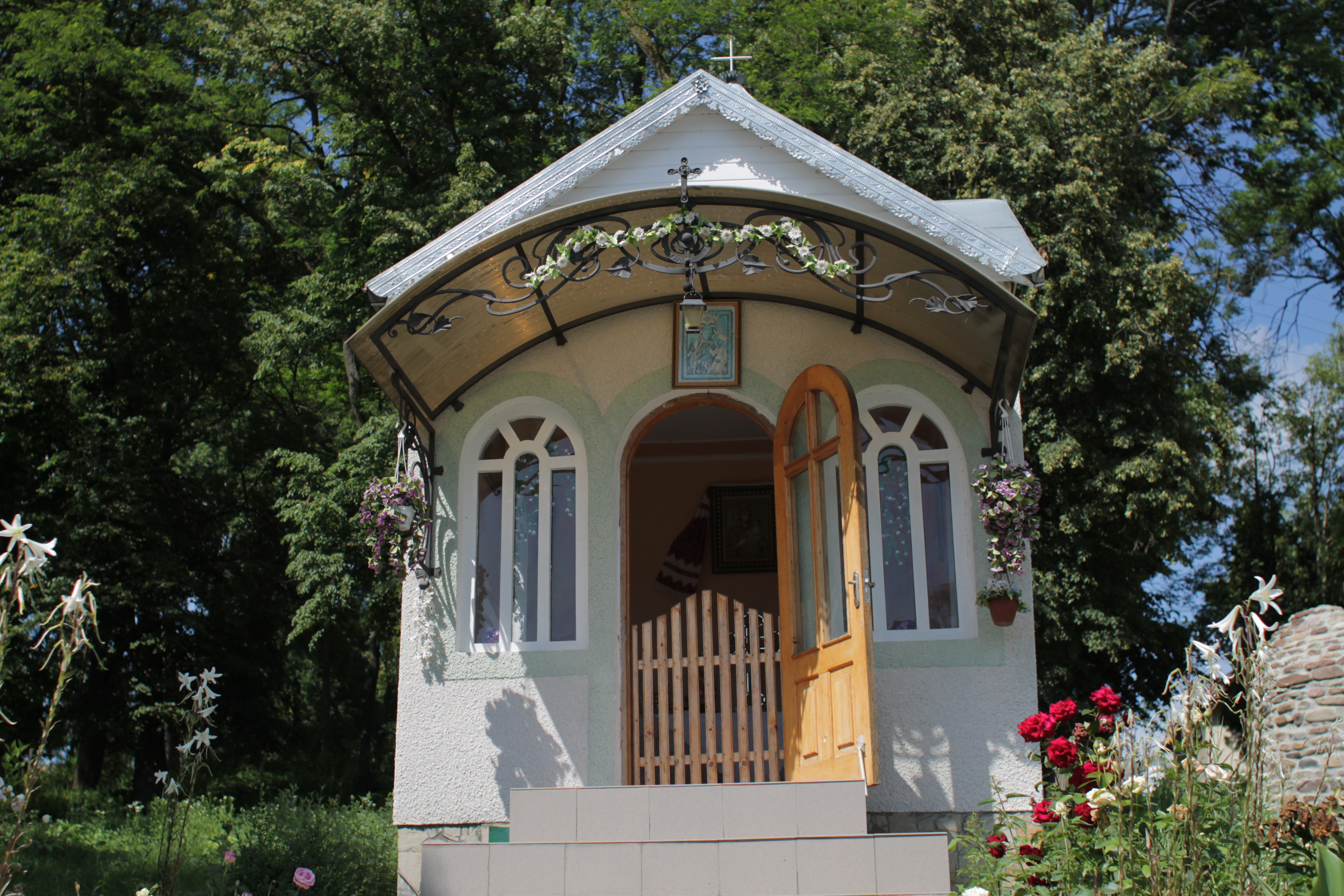
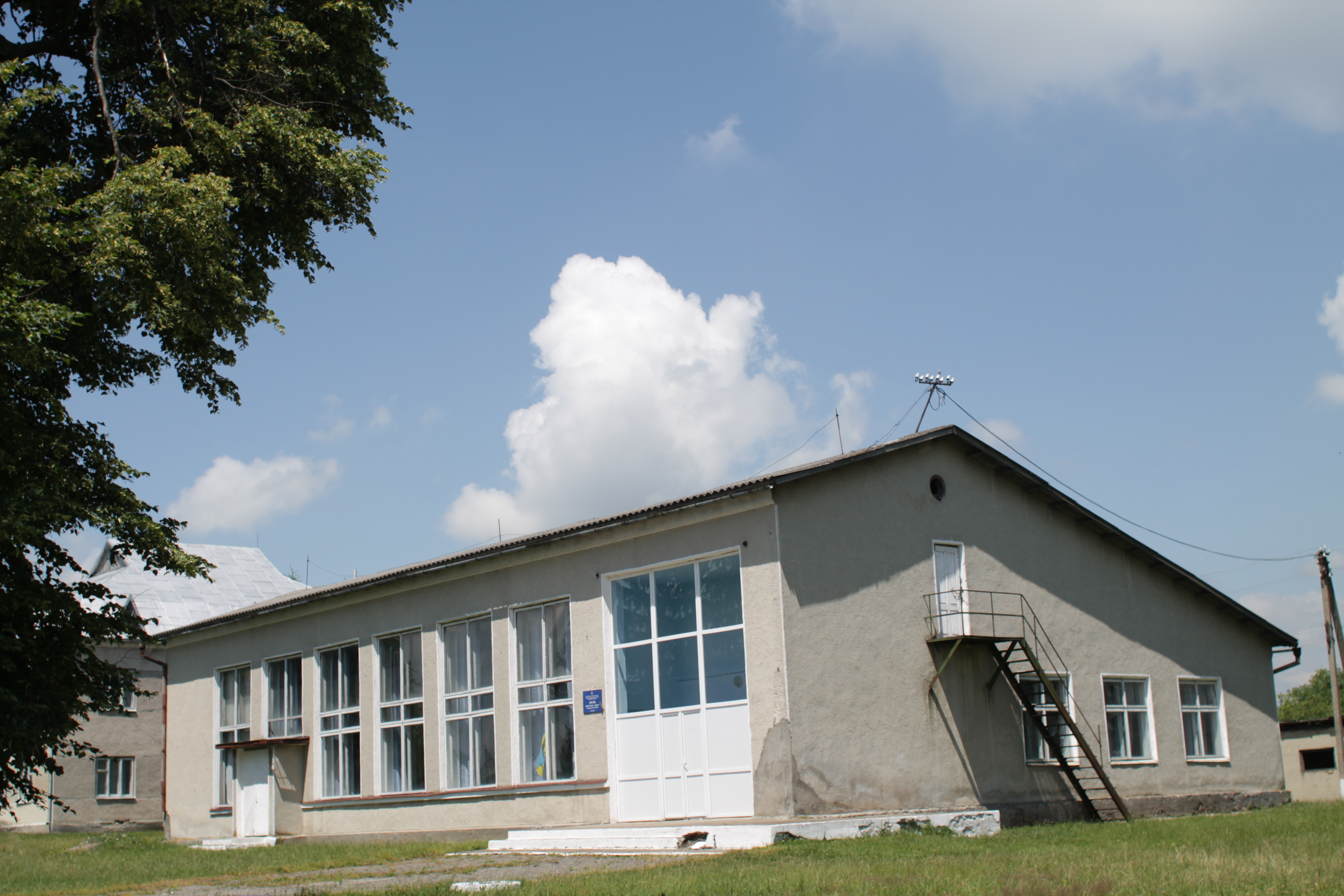
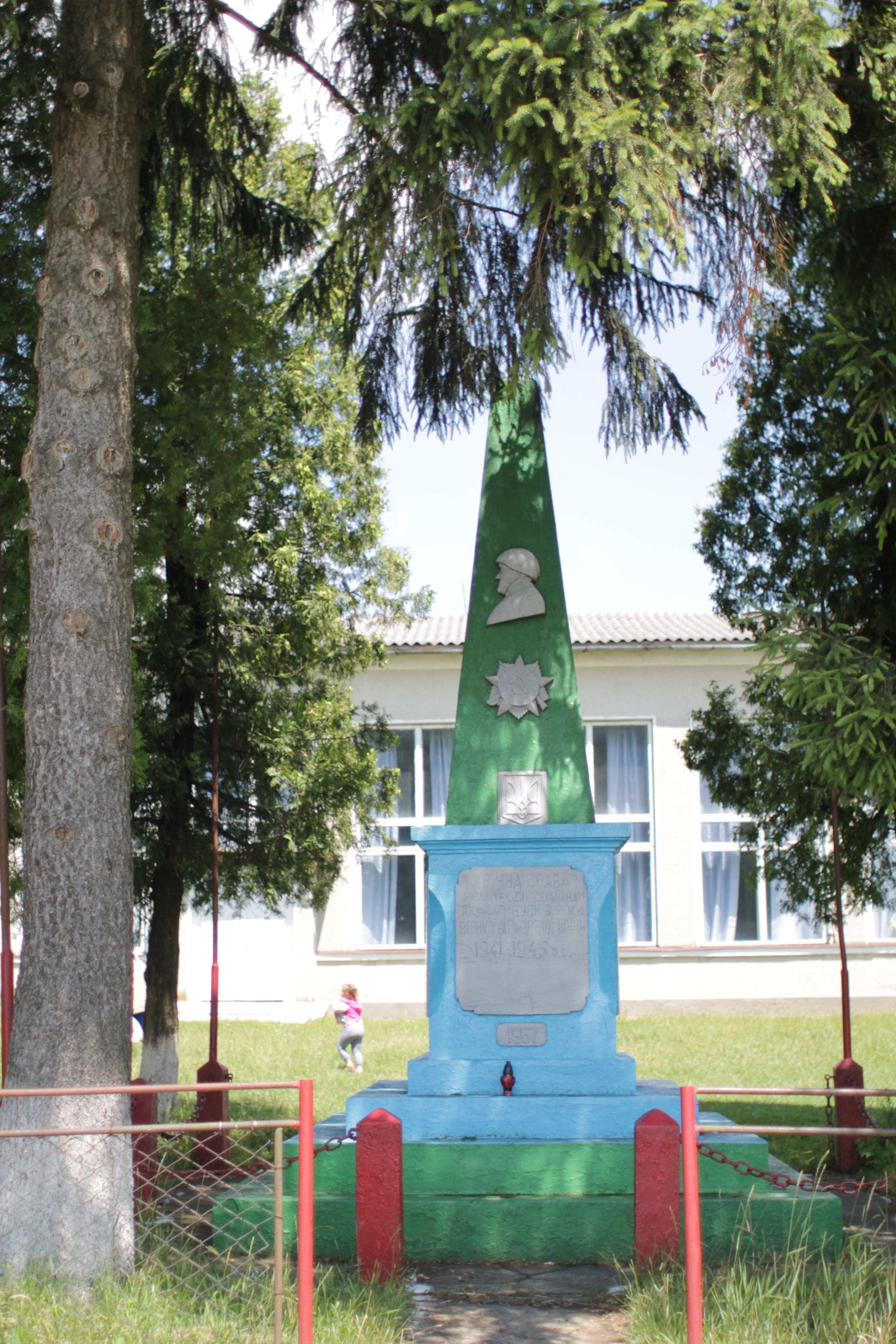

## Відомі уродженці
- Марунчак Михайло Григорович (1914-2004) — український редактор, бібліограф, педагог, громадський діяч, дослідник історії української еміграції Канади.
- Витвицький Теодор — культурний і церковний діяч, москвофіл.